# 航海計器
航海計器（こうかいけいき）とは、航海のために用いられる計器であり、以下の物が該当する。
- クロノメーター（正確な時計）
- 磁気コンパス（あるいはジャイロコンパス）
- 六分儀
- 速度計（対水）
- 風向風速計（風向計および風速計）
- 音響測深器（あるいは魚群探知機）
- レーダー
- デッカ受信機
- ロラン航法装置
- オメガ受信機
- GPS

など様々な種類がある。
GPSの普及とともに、六分儀は使用されることが少なくなった。